# Leppisaari (ö i Birkaland, Nordvästra Birkaland)
Leppisaari är en ö i Finland. Den ligger i sjön Vähä Karppajärvi och i kommunen Ikalis i den ekonomiska regionen  Nordvästra Birkalands ekonomiska region  och landskapet Birkaland, i den sydvästra delen av landet, 210 km nordväst om huvudstaden Helsingfors. Öns area är omkring 330 kvadratmeter och dess största längd är 30 meter i sydöst-nordvästlig riktning.